# Michel Montsarrat

a Compétitions nationales et continentales officielles uniquement.

Dernière mise à jour le 22 mai 2017.
Michel Montsarrat, né le 13 avril 1959 à Carcassonne, est un joueur de rugby à XV, restaurateur et militant français. Il est demi de mêlée ou demi d'ouverture de l'équipe de rugby de l'AS Béziers et champion de France avec ce club en 1980.

## Biographie
Michel Montsarrat est né le 13 avril 1959 à Carcassonne et est issu d’une famille de vignerons.
Il a été rugbyman de haut-niveau, passant sa carrière entre Carcassonne et Béziers. Il est remplaçant avec l'AS Béziers en finale du championnat de France 1979-1980 contre le Stade toulousain. L'AS Béziers l'emporte 10 à 6 et remporte ainsi le Bouclier de Brennus. Ensuite, il se blesse, et joue quelque temps à Mazamet dans le Tarn, Saint-Gaudens et même son village de Conques, où il œuvrera dans l'école de rugby.
Restaurateur de profession, il exerce son activité professionnelle à Saint-Girons, à Saint-Gaudens puis à Luchon. En février 2010, il devient également président du bureau local de l'Union des métiers de l'industrie hôtelière.
En juin 2015, il s'est vu remettre par Carole Delga, secrétaire d'État chargée du Commerce, de l'Artisanat, de la Consommation et de l'Économie sociale et solidaire, les insignes de Chevalier dans l'ordre national du Mérite.
En 2017, il est candidat aux élections législatives dans la huitième circonscription de la Haute-Garonne pour La République en marche !. Il arrive en tête au premier tour avec 33,35 % des voix mais est battu par le socialiste Joël Aviragnet au second tour (il obtient 49,87 % des voix). Quelques jours après le scrutin, il dépose un recours devant le Conseil constitutionnel contre l'élection de son adversaire. Ce recours a été accepté par le Conseil constitutionnel qui a invalidé l'élection le 18 décembre 2017. Il est réinvesti candidat par La République en marche ! pour participer à l'élection législative partielle prévue les 11 et 18 mars 2018. Il est de nouveau battu par Joël Aviragnet lors de cette élection, en ne recueillant cette fois que 20,31 % des voix au premier tour puis 29,69 % au second.
En 2024, il est de nouveau candidat aux élections législatives anticipées en tant que suppléant de Céline Laurenties-Barrière, déjà candidate en 2022 dans la circonscription et battue par le député sortant Joël Aviragnet[réf. souhaitée].

## Palmarès
- Championnat de France de première division :
  - Vainqueur (1) : 1980

## Décorations
- Chevalier de l'ordre national du Mérite (décret du 13 novembre 2014)[9]